# 科科河 (魯西濟縣)
2°36′36″S 29°11′12″E / 2.610048°S 29.186624°E
科科河（Koko）是盧旺達的河流，位於該國西部西部省，處於魯西濟縣，屬於魯瓦河的支流，流經尼温圭国家公园，最終注入坦干依喀湖。